# Persone di nome Xavier
| Questa pagina contiene informazioni ricavate automaticamente dalle voci biografiche con l'ausilio del template Bio e di un bot. L'aggiornamento è periodico e automatico e ricostruisce completamente la pagina. Se manca una persona in questa lista, sei pregato di non aggiungerla, ma accertati piuttosto che la sua voce biografica contenga il template Bio e che i dati anagrafici siano correttamente compilati. Se il template Bio manca, inseriscilo tu stesso o, in alternativa, metti l'avviso {{tmp\|Bio}} che ne segnala la mancanza. Se i dati riportati sono sbagliati, correggi direttamente la voce biografica; le modifiche saranno visibili in questa lista entro pochi giorni. Per chiarimenti vedi il progetto antroponimi. La lista contiene solo le 161 persone che sono citate nell'enciclopedia e per le quali è stato implementato correttamente il template Bio. Pagina aggiornata al 22 lug 2025. |

Questa è una lista di persone presenti nell'enciclopedia che hanno il nome Xavier, suddivise per attività principale.

## Allenatori di calcio(4)
- Xavier Collin, allenatore di calcio e ex calciatore francese (Charmes, n. 1974)
- Xavier Hochstrasser, allenatore di calcio e ex calciatore svizzero (Onex, n. 1988)
- Xavier Roura Cuadros, allenatore di calcio e ex calciatore spagnolo (Barcellona, n. 1969)
- Xavi, allenatore di calcio e ex calciatore spagnolo (Terrassa, n. 1980)

## Allenatori di pallacanestro(2)
- Xavier Pascual Vives, allenatore di pallacanestro spagnolo (Gavà, n. 1972)
- Xavier Sánchez, allenatore di pallacanestro e ex cestista spagnolo (Balaguer, n. 1975)

## Allenatori di pallamano(1)
- Xavier Pascual Fuertes, allenatore di pallamano e ex pallamanista spagnolo (Barcellona, n. 1968)

## Allenatori di sci alpino(1)
- Xavier Fournier-Bidoz, allenatore di sci alpino e ex sciatore alpino francese (n. 1970)

## Allenatori di tennis(1)
- Xavier Malisse, allenatore di tennis e ex tennista belga (Kortrijk, n. 1980)

## Archeologi(1)
- Xavier Dupré Raventós, archeologo e storico spagnolo (Barcellona, n. 1956 - Roma, † 2006)

## Architetti(1)
- Pascal Coste, architetto francese (Marsiglia, n. 1787 - Marsiglia, † 1879)

## Architetti del paesaggio(1)
- Xavier Kurten, architetto del paesaggio tedesco (Brühl, n. 1769 - Racconigi, † 1840)

## Artisti(2)
- Blek le rat, artista francese (Parigi, n. 1951)
- Xavier Roberts, artista e imprenditore statunitense (Cleveland, n. 1955)

## Attori(5)
- Xavier Deluc, attore, regista teatrale e sceneggiatore francese (Caen, n. 1958)
- Xavier Gélin, attore e regista francese (Parigi, n. 1946 - Parigi, † 1999)
- Xavi Lock, attore spagnolo (Palma di Maiorca, n. 2001)
- Xavier Saint-Macary, attore francese (Orléans, n. 1948 - Parigi, † 1988)
- Xavier Samuel, attore australiano (Hamilton, n. 1983)

## Avvocati(1)
- Xavier Vallat, avvocato, giornalista e politico francese (Villedieu, n. 1891 - Annonay, † 1972)

## Biatleti(1)
- Xavier Blond, ex biatleta francese (Grenoble, n. 1965)

## Bobbisti(1)
- Xavier Leitl, bobbista tedesco

## Calciatori(26)
- Xavier Adang, calciatore camerunese (n. 2004)
- Xavier Aguado, ex calciatore spagnolo (Badalona, n. 1968)
- Xavier Amaechi, calciatore inglese (Bath, n. 2001)
- Xavier Andorrà, calciatore andorrano (Andorra la Vella, n. 1985)
- Xavier Arreaga, calciatore ecuadoriano (Guayaquil, n. 1994)
- Xavier Biscayzacú, calciatore messicano (Veracruz, n. 2005)
- Xavier Bullet, calciatore francese (Lione, n. 1979)
- Xavier Báez, ex calciatore messicano (Reynosa, n. 1987)
- Xavier Chavalerin, calciatore francese (Villeurbanne, n. 1991)
- Xavier Chen, ex calciatore belga (Berchem-Sainte-Agathe, n. 1983)
- Xavier Dziekoński, calciatore polacco (Grajewo, n. 2003)
- Xavier Escaich, ex calciatore spagnolo (Castelldefels, n. 1968)
- Xavier Laglais Kouassi, calciatore ivoriano (San-Pédro, n. 1989)
- Xavier Margairaz, ex calciatore svizzero (Rances, n. 1984)
- Xavier Mbuyamba, calciatore olandese (Maastricht, n. 2001)
- Xavier Mercier, ex calciatore francese (Alès, n. 1989)
- Xavier Mous, ex calciatore olandese (Haarlem, n. 1995)
- Xavier Méride, ex calciatore francese (Parigi, n. 1975)
- Xavier Pentecôte, ex calciatore francese (Saint-Dié-des-Vosges, n. 1986)
- Xavi Quintillà, calciatore spagnolo (Lleida, n. 1996)
- Xavier Samin, ex calciatore francese (Faa'a, n. 1978)
- Xavier Stierli, ex calciatore svizzero (n. 1940)
- Xavier Tomas, calciatore francese (Nantua, n. 1986)
- Xavier Torres Buigues, ex calciatore spagnolo (Jávea, n. 1986)
- Xavier Valdez, calciatore statunitense (Harlem, n. 2003)
- Xavier Vieira, calciatore andorrano (Andorra la Vella, n. 1992)

## Canottieri(1)
- Xavier Dorfman, canottiere francese (Grenoble, n. 1973)

## Cantanti(1)
- Xavier Naidoo, cantante, produttore discografico e attore tedesco (Mannheim, n. 1971)

## Cantautori(2)
- Fantastic Negrito, cantautore e chitarrista statunitense (Oakland, n. 1968)
- Xavier Rudd, cantautore e polistrumentista australiano (Torquay, n. 1978)

## Cestisti(21)
- Xavier Alexander, cestista statunitense (Forest Park, n. 1988)
- Chris Allen, ex cestista statunitense (Lawrenceville, n. 1988)
- Xavier Cooks, cestista australiano (Ballarat, n. 1995)
- Xavier Corosine, ex cestista francese (Fréjus, n. 1985)
- Xavi Crespo, ex cestista spagnolo (Barcellona, n. 1966)
- Xavi Forcada, cestista spagnolo (Barcellona, n. 1988)
- Xavier Ford, cestista statunitense (Colorado Springs, n. 1993)
- Xavier Gibson, cestista statunitense (Dothan, n. 1988)
- Xavier Henry, ex cestista statunitense (Gand, n. 1991)
- Xavier Johnson, cestista statunitense (Los Angeles, n. 1993)
- Xavier McDaniel, ex cestista statunitense (Columbia, n. 1963)
- Xavier Moon, cestista statunitense (Goodwater, n. 1995)
- Xavier Munford, cestista statunitense (Hillside, n. 1992)
- Xavier Pollard, cestista statunitense (Bronx, n. 1991)
- Xavi Rabaseda, cestista spagnolo (Ripoll, n. 1989)
- Xavier Rathan-Mayes, cestista canadese (Markham, n. 1994)
- Xavi Rey, cestista spagnolo (Barcellona, n. 1987)
- Xavier Silas, ex cestista e allenatore di pallacanestro statunitense (San Antonio, n. 1988)
- Xavier Sneed, cestista statunitense (Saint Louis, n. 1997)
- Xavier Thames, ex cestista statunitense (Sacramento, n. 1991)
- Xavier Tillman, cestista statunitense (Grand Rapids, n. 1999)

## Ciclisti su strada(3)
- Xavier Cañellas, ciclista su strada e pistard spagnolo (Puigpunyent, n. 1997)
- Xavier Jan, ex ciclista su strada francese (Dinan, n. 1970)
- Xavier Tondó, ciclista su strada spagnolo (Valls, n. 1978 - Granada, † 2011)

## Combinatisti nordici(1)
- Xavier Girard, ex combinatista nordico francese (Saint-Martin-d'Hères, n. 1970)

## Compositori(2)
- Xavier Leroux, compositore e docente francese (Velletri, n. 1863 - Parigi, † 1919)
- Xavier Montsalvatge, compositore spagnolo (Gerona, n. 1912 - Barcellona, † 2002)

## Dirigenti sportivi(3)
- Xavier Florencio, dirigente sportivo e ex ciclista su strada spagnolo (Tarragona, n. 1979)
- Xavier Gravelaine, dirigente sportivo, allenatore di calcio e ex calciatore francese (Tours, n. 1968)
- Xavier Sala i Martín, dirigente sportivo e economista spagnolo (Bellaterra, n. 1962)

## Economisti(1)
- Xavier Gabaix, economista francese (n. 1971)

## Filosofi(2)
- Xavier Léon, filosofo e storico della filosofia francese (Boulogne-Billancourt, n. 1868 - Parigi, † 1935)
- Xavier Tilliette, filosofo, storico della filosofia e teologo francese (Corbie, n. 1921 - Parigi, † 2018)

## Fisici(1)
- Xavier Barcons, fisico spagnolo (L'Hospitalet de Llobregat, n. 1959)

## Fondisti(1)
- Xavier McKeever, fondista canadese (n. 2003)

## Fondisti di corsa in montagna‎(1)
- Xavier Chevrier, fondista di corsa in montagna italiano (Aosta, n. 1990)

## Fumettisti(1)
- Xavier Fauche, fumettista e scrittore francese (Parigi, n. 1946)

## Funzionari(1)
- Xavier de Villepin, funzionario e politico francese (Bruxelles, n. 1926 - Parly, † 2014)

## Generali(1)
- Xavier de Marnhac, generale francese (Treviri, n. 1951)

## Gesuiti(3)
- Xavier Albó, gesuita, antropologo e funzionario spagnolo (La Garriga, n. 1934 - Cochabamba, † 2023)
- Xavier Ehrenbert Fridelli, gesuita, missionario e cartografo austriaco (Linz, n. 1673 - Pechino, † 1743)
- Xavier Léon-Dufour, gesuita e teologo francese (Parigi, n. 1912 - Pau, † 2007)

## Giocatori di football americano(14)
- Xavier Cooper, giocatore di football americano statunitense (Tacoma, n. 1991)
- Xavier Crawford, giocatore di football americano statunitense (Pittsburg, n. 1995)
- Xavier Gipson, giocatore di football americano statunitense (Dallas, n. 2001)
- Xavier Hutchinson, giocatore di football americano statunitense (Jacksonville, n. 2000)
- Xavier Jones, giocatore di football americano statunitense (Houston, n. 1997)
- Xavier McKinney, giocatore di football americano statunitense (Roswell, n. 1998)
- Xavier Mitchell, giocatore di football americano statunitense (Landstuhl, n. 1993)
- Xavier Rhodes, giocatore di football americano statunitense (Miami, n. 1990)
- Xavier Su'a-Filo, giocatore di football americano statunitense (American Fork, n. 1991)
- Xavier Thomas, giocatore di football americano statunitense (Florence, n. 1999)
- Xavier Watts, giocatore di football americano statunitense (Minneapolis, n. 2001)
- Xavier Williams, giocatore di football americano statunitense (Kansas City, n. 1992)
- Xavier Woods, giocatore di football americano statunitense (Monroe, n. 1995)
- Xavier Worthy, giocatore di football americano statunitense (Fresno, n. 2003)

## Giornalisti(2)
- Xavier Aubryet, giornalista e scrittore francese (Pierry, n. 1827 - Parigi, † 1880)
- Xavier Jacobelli, giornalista italiano (Bergamo, n. 1959)

## Hockeisti su ghiaccio(1)
- Xavier Daramy, ex hockeista su ghiaccio francese (Bayonne, n. 1981)

## Hockeisti su pista(4)
- Xavi Barroso, hockeista su pista spagnolo (Caldes de Montbui, n. 1992)
- Xavier Costa Ferré, hockeista su pista spagnolo (Amposta, n. 1986)
- Xavier Malián, hockeista su pista spagnolo (Barcellona, n. 1989)
- Xavier Rubio, hockeista su pista spagnolo (Reus, n. 1994)

## Imprenditori(1)
- Xavier Niel, imprenditore francese (Maisons-Alfort, n. 1967)

## Ingegneri(1)
- Xavier Marcos Padros, ingegnere spagnolo

## Militari(1)
- Xavier de Maistre, militare, scrittore e pittore italiano (Chambéry, n. 1763 - San Pietroburgo, † 1852)

## Nuotatori(1)
- Xavier Marchand, ex nuotatore francese (Deauville, n. 1973)

## Pallamanisti(1)
- Xavier Barachet, ex pallamanista francese (Nizza, n. 1988)

## Pallanuotisti(1)
- Xavier García, pallanuotista spagnolo (Barcellona, n. 1984)

## Pallavolisti(1)
- Xavier Kapfer, pallavolista francese (Ris-Orangis, n. 1981)

## Piloti di rally(1)
- Xavier Pons, pilota di rally spagnolo (Vic, n. 1980)

## Piloti motociclistici(4)
- Xavier Artigas, pilota motociclistico spagnolo (Sant Andreu de la Barca, n. 2003)
- Xavier Cardelús, pilota motociclistico andorrano (Andorra la Vella, n. 1998)
- Xavier Siméon, pilota motociclistico belga (Etterbeek, n. 1989)
- Xavi Vierge, pilota motociclistico spagnolo (Barcellona, n. 1997)

## Pittori(2)
- Xavier Bueno, pittore spagnolo (Vera de Bidasoa, n. 1915 - Fiesole, † 1979)
- Xavier Valls, pittore spagnolo (Barcellona, n. 1923 - Barcellona, † 2006)

## Poeti(1)
- Xavier de Magallon, poeta, traduttore e politico francese (Marsiglia, n. 1866 - Marsiglia, † 1956)

## Politici(6)
- Xavier Becerra, politico e avvocato statunitense (Sacramento, n. 1958)
- Xavier Bertrand, politico francese (Châlons-sur-Marne, n. 1965)
- Xavier Bettel, politico lussemburghese (Lussemburgo, n. 1973)
- Xavier Domènech i Sampere, politico spagnolo (Sabadell, n. 1974)
- Xavier Espot Zamora, politico e giudice andorrano (Escaldes-Engordany, n. 1979)
- Xavier Trias, politico spagnolo (Barcellona, n. 1946)

## Politologi(1)
- Xavier Mabille, politologo e storico belga (Anderlecht, n. 1933 - † 2012)

## Produttori discografici(1)
- Zaytoven, produttore discografico statunitense (Francoforte sul Meno, n. 1980)

## Rapper(1)
- BigXthaPlug, rapper statunitense (Dallas, n. 1998)

## Registi(6)
- Xavier Beauvois, regista, sceneggiatore e attore francese (Auchel, n. 1967)
- Xavier Dolan, regista, sceneggiatore e attore canadese (Montréal, n. 1989)
- Xavier Gens, regista cinematografico francese (Dunkerque, n. 1975)
- Xavier Giannoli, regista e sceneggiatore francese (Neuilly-sur-Seine, n. 1972)
- Xavier Koller, regista e sceneggiatore svizzero (Svitto, n. 1944)
- Xavier Legrand, regista, attore e sceneggiatore francese (Melun, n. 1979)

## Religiosi(1)
- Xavier Barbier de Montault, religioso, archeologo e storiografo francese (Loudun, n. 1830 - Blaslay, † 1901)

## Rugbisti a 15(1)
- Xavier Garbajosa, ex rugbista a 15 e allenatore di rugby a 15 francese (Tolosa, n. 1976)

## Saggisti(1)
- Xavier Darcos, saggista, politico e latinista francese (Limoges, n. 1947)

## Schermidori(1)
- Xavier Anchetti, schermidore francese (Ucciani, n. 1866)

## Sciatori alpini(1)
- Xavier Gigandet, ex sciatore alpino svizzero (Yvorne, n. 1966)

## Scrittori(6)
- Xavier Armange, scrittore e fotografo francese (Nantes, n. 1947)
- Xavier Forneret, scrittore, poeta e drammaturgo francese (Beaune, n. 1809 - † 1884)
- Xavier Herbert, scrittore australiano (Geraldton, n. 1901 - Alice Springs, † 1984)
- Xavier de Montépin, scrittore francese (Apremont, n. 1823 - Parigi, † 1902)
- Xavier Bosch i Sancho, scrittore e giornalista spagnolo (Barcellona, n. 1967)
- Xavier Villaurrutia, scrittore, poeta e drammaturgo messicano (Città del Messico, n. 1903 - Città del Messico, † 1950)

## Storici(1)
- Xavier de Montclos, storico francese (Saveuse, n. 1924 - Parigi, † 2018)

## Tennisti(1)
- Xavier Daufresne, ex tennista belga (Lasne, n. 1968)

## Velocisti(1)
- Xavier Carter, velocista statunitense (Palm Bay, n. 1985)

## Vescovi cattolici(1)
- Xavier Novell Gomá, vescovo cattolico spagnolo (Ossó de Sió, n. 1969)

## Senza attività specificata(1)
- Xavier de Planhol, iranista e geografo francese (n. 1926 - † 2016)